# United Rugby Championship 2021-2022
Lo United Rugby Championship 2021-22 fu la 5ª edizione della competizione transnazionale di rugby a 15 per club delle federazioni gallese, irlandese, italiana, scozzese e sudafricana, la 1ª con tale nome nonché la 21ª assoluta contando anche le edizioni di Celtic League, Pro12 e Pro14.
Si tenne dal 24 settembre 2021 al 18 giugno 2022 tra 16 squadre che si incontrarono nella stagione regolare con una formula mista a gironi con classifica unica che espresse le otto squadre per la fase a play-off.
A seguito dell'uscita definitiva di tutti e quattro i club sudafricani dal Super Rugby con conseguente migrazione verso il Pro14 e ampliamento a sedici squadre, il comitato esecutivo del torneo ne decise la rinomina in United Rugby Championship; il nuovo logo fu affidato alla società inglese di grafica pubblicitaria Thisaway.
Il trofeo fu vinto, per la prima volta, dalla franchise di Città del Capo degli Stormers che, nella finale tenutasi sul proprio terreno, sconfisse la connazionale Blue Bulls di Pretoria; per la prima volta dall'ingresso del Sudafrica nel torneo, né una squadra europea vinse né raggiunse la finale.
Il valore delle marcature, come stabilito da World Rugby nel 2017, è: 5 punti per ciascuna meta (7 se trasformata), 7 punti per la meta tecnica, 3 punti per la realizzazione di ciascun calcio piazzato, idem per il drop.

## Formula
Le sedici squadre furono suddivise in quattro gironi geografici:
- Girone gallese (o rosso): le quattro franchigie del Galles;
- Girone irlandese (o verde): le quattro franchigie dell'isola d'Irlanda;
- Girone italo-scozzese (o azzurro/blu): le due franchigie d'Itala e le due della Scozia;
- Girone sudafricano (o giallo): le quattro franchigie del Sudafrica.

Inizialmente ogni franchigia incontrò in gara di andata e ritorno tutte quelle del proprio girone (6 incontri); a seguire incontrò una volta sola tutte le altre 12, per un totale di 18 incontri disputati.
Dopo tale fase fu stilata una classifica unica, le prime otto della quale accedettero ai play-off in gara unica secondo lo schema per il quale le prime quattro in classifica affrontarono le altre quattro in ordine inverso di graduatoria.
La finale si tenne anch'essa in gara unica.
La novità di tale edizione di torneo fu l'ammissione delle squadre sudafricane alle Coppe europee dopo accordo con European Professional Club Rugby:
- 8 squadre alla Champions Cup: le vincitrici di ogni girone locale più le quattro migliori in classifica generale tra quelle non già qualificate; qualora una vincitrice di girone si classificasse fuori dalle prime otto, essa si aggiudicherà comunque il posto in Champions Cup.
- 8 squadre alla Challenge Cup: le altre 8 squadre non classificate alla Champions Cup[7].

## Squadre partecipanti
| Girone gallese | Girone irlandese | Girone italo/scozzese | Girone sudafricano |
| -------------- | ---------------- | --------------------- | ------------------ |
| Cardiff Rugby  | Connacht         | Benetton              | Bulls              |
| Dragons        | Leinster         | Edimburgo             | Lions              |
| Ospreys        | Munster          | Glasgow Warriors      | Sharks             |
| Scarlets       | Ulster           | Zebre                 | Stormers           |

## Stagione regolare

### Risultati
|            | 1ª giornata          |       |
| ---------- | -------------------- | ----- |
| 24-9-2021  | Zebre — Lions        | 26-38 |
| 24-9-2021  | Cardiff — Connacht   | 33-21 |
| 24-9-2021  | Ulster — Glasgow     | 35-29 |
| 25-9-2021  | Benetton — Stormers  | 22-18 |
| 25-9-2021  | Edimburgo — Scarlets | 26-22 |
| 25-9-2021  | Leinster — Bulls     | 31-3  |
| 25-9-2021  | Munster — Sharks     | 42-17 |
| 26-9-2021  | Dragons — Ospreys    | 23-27 |
|            |                      |       |
|            | 4ª giornata          |       |
| 15-10-2021 | Dragons — Stormers   | 10-24 |
| 15-10-2021 | Ulster — Lions       | 26-10 |
| 16-10-2021 | Zebre — Glasgow      | 6-17  |
| 16-10-2021 | Benetton — Ospreys   | 26-29 |
| 16-10-2021 | Edimburgo — Bulls    | 17-10 |
| 16-10-2021 | Leinster — Scarlets  | 50-15 |
| 16-10-2021 | Cardiff — Sharks     | 23-17 |
| 16-10-2021 | Munster — Connacht   | 20-18 |
|            |                      |       |
|            | 7ª giornata          |       |
| 3-12-2021  | Edimburgo — Benetton | 24-10 |
| 3-12-2021  | Leinster — Connacht  | 47-19 |
| 4-12-2021  | Ospreys — Ulster     | 19-13 |
| 4-12-2021  | Glasgow — Dragons    | 33-14 |
| 18-3-2022  | Bulls — Scarlets     | 57-12 |
| 19-3-2022  | Lions — Munster      | 23-21 |
| 19-3-2022  | Sharks — Zebre       | 38-6  |
| 20-3-2022  | Stormers — Cardiff   | 40-3  |
|            |                      |       |
|            | 10ª giornata         |       |
| 8-1-2022   | Edimburgo — Cardiff  | 34-10 |
| 8-1-2022   | Glasgow — Ospreys    | 38-19 |
| 8-1-2022   | Munster — Ulster     | 18-13 |
| 25-2-2022  | Zebre — Bulls        | 7-45  |
| 25-2-2022  | Leinster — Lions     | 21-13 |
| 26-2-2022  | Connacht — Stormers  | 19-17 |
| 26-2-2022  | Benetton — Sharks    | 7-29  |
| 16-4-2022  | Scarlets — Dragons   | 27-38 |
|            |                      |       |
|            | 13ª giornata         |       |
| 4-3-2022   | Ulster — Cardiff     | 48-12 |
| 4-3-2022   | Edimburgo — Connacht | 56-8  |
| 5-3-2022   | Benetton — Leinster  | 17-61 |
| 5-3-2022   | Scarlets — Glasgow   | 35-10 |
| 5-3-2022   | Munster — Dragons    | 64-3  |
| 6-3-2022   | Ospreys — Zebre      | 27-22 |
| 9-4-2022   | Stormers — Bulls     | 19-17 |
| 9-4-2022   | Sharks — Lions       | 37-10 |
|            |                      |       |
|            | 16ª giornata         |       |
| 22-4-2022  | Stormers — Glasgow   | 32-7  |
| 22-4-2022  | Ulster — Munster     | 17-24 |
| 22-4-2022  | Edimburgo — Zebre    | 29-26 |
| 23-4-2022  | Bulls — Benetton     | 46-29 |
| 23-4-2022  | Dragons — Scarlets   | 19-38 |
| 23-4-2022  | Lions — Connacht     | 30-33 |
| 23-4-2022  | Sharks — Leinster    | 28-23 |
| 23-4-2022  | Cardiff — Ospreys    | 6-22  |

|            | 2ª giornata          |       |
| ---------- | -------------------- | ----- |
| 1-10-2021  | Connacht — Bulls     | 34-7  |
| 1-10-2021  | Scarlets — Lions     | 36-13 |
| 2-10-2021  | Benetton — Edimburgo | 28-27 |
| 2-10-2021  | Glasgow — Sharks     | 35-24 |
| 2-10-2021  | Zebre — Ulster       | 3-36  |
| 2-10-2021  | Munster — Stormers   | 34-18 |
| 2-10-2021  | Ospreys — Cardiff    | 18-14 |
| 3-10-2021  | Dragons — Leinster   | 6-7   |
|            |                      |       |
|            | 5ª giornata          |       |
| 22-10-2021 | Glasgow — Leinster   | 15-31 |
| 22-10-2021 | Scarlets — Benetton  | 34-28 |
| 23-10-2021 | Zebre — Edimburgo    | 10-27 |
| 23-10-2021 | Cardiff — Dragons    | 31-29 |
| 23-10-2021 | Connacht — Ulster    | 36-11 |
| 23-10-2021 | Ospreys — Munster    | 18-10 |
| 3-12-2021  | Sharks — Bulls       | 30-16 |
| 4-12-2021  | Stormers — Lions     | 19-37 |
|            |                      |       |
|            | 8ª giornata          |       |
| 24-12-2021 | Zebre — Benetton     | 14-39 |
| 22-1-2022  | Lions — Sharks       | 37-47 |
| 22-1-2022  | Bulls — Stormers     | 26-30 |
| 4-2-2022   | Ulster — Connacht    | 32-12 |
| 11-2-2022  | Leinster — Edimburgo | 26-7  |
| 11-2-2022  | Glasgow — Munster    | 13-11 |
| 9-4-2022   | Cardiff — Scarlets   | 14-49 |
| 8-5-2022   | Ospreys — Dragons    | 50-31 |
|            |                      |       |
|            | 11ª giornata         |       |
| 28-1-2022  | Dragons — Benetton   | 13-13 |
| 28-1-2022  | Ulster — Scarlets    | 27-15 |
| 29-1-2022  | Lions — Bulls        | 13-34 |
| 29-1-2022  | Connacht — Glasgow   | 20-42 |
| 29-1-2022  | Sharks — Stormers    | 22-22 |
| 29-1-2022  | Zebre — Munster      | 17-34 |
| 29-1-2022  | Ospreys — Edimburgo  | 23-19 |
| 29-1-2022  | Cardiff — Leinster   | 29-27 |
|            |                      |       |
|            | 14ª giornata         |       |
| 25-3-2022  | Lions — Ospreys      | 45-15 |
| 25-3-2022  | Munster — Benetton   | 51-22 |
| 26-3-2022  | Stormers — Ulster    | 23-20 |
| 26-3-2022  | Zebre — Scarlets     | 24-41 |
| 26-3-2022  | Sharks — Edimburgo   | 5-21  |
| 26-3-2022  | Bulls — Dragons      | 55-20 |
| 26-3-2022  | Cardiff — Glasgow    | 32-28 |
| 26-3-2022  | Connacht — Leinster  | 8-45  |
|            |                      |       |
|            | 17ª giornata         |       |
| 29-4-2022  | Bulls — Glasgow      | 29-17 |
| 29-4-2022  | Munster — Cardiff    | 42-21 |
| 30-4-2022  | Lions — Benetton     | 37-29 |
| 30-4-2022  | Sharks — Connacht    | 41-21 |
| 30-4-2022  | Zebre — Dragons      | 23-18 |
| 30-4-2022  | Stormers — Leinster  | 20-13 |
| 30-4-2022  | Ospreys — Scarlets   | 54-36 |
| 30-4-2022  | Edimburgo — Ulster   | 10-16 |

|            | 3ª giornata          |        |
| ---------- | -------------------- | ------ |
| 8-10-2021  | Ospreys — Sharks     | 13-27  |
| 8-10-2021  | Ulster — Benetton    | 28-8   |
| 9-10-2021  | Leinster — Zebre     | 43-7   |
| 9-10-2021  | Glasgow — Lions      | 13-9   |
| 9-10-2021  | Connacht — Dragons   | 22-35  |
| 9-10-2021  | Edimburgo — Stormers | 20-20  |
| 9-10-2021  | Cardiff — Bulls      | 19-29  |
| 10-10-2021 | Scarlets — Munster   | 13-43  |
|            |                      |        |
|            | 6ª giornata          |        |
| 26-11-2021 | Connacht — Ospreys   | 46-18  |
| 27-11-2021 | Benetton — Glasgow   | 19-18  |
| 27-11-2021 | Dragons — Edimburgo  | 14-30  |
| 27-11-2021 | Leinster — Ulster    | 10-20  |
| 11-3-2022  | Sharks — Scarlets    | 37-20  |
| 12-3-2022  | Bulls — Munster      | 29-24  |
| 13-3-2022  | Stormers — Zebre     | 55-7   |
| 13-3-2022  | Lions — Cardiff      | 37-20  |
|            |                      |        |
|            | 9ª giornata          |        |
| 1-1-2022   | Connacht — Munster   | 10-8   |
| 1-1-2022   | Scarlets — Ospreys   | 22-19  |
| 5-2-2022   | Bulls — Lions        | 21-13  |
| 5-2-2022   | Stormers — Sharks    | 20-10  |
| 12-3-2022  | Ulster — Leinster    | 18-13  |
| 18-3-2022  | Glasgow — Edimburgo  | 30-17  |
| 13-5-2022  | Dragons — Cardiff    | 18-19  |
| 14-5-2022  | Benetton — Zebre     | 39-17  |
|            |                      |        |
|            | 12ª giornata         |        |
| 12-2-2022  | Lions — Stormers     | 10-32  |
| 12-2-2022  | Bulls — Sharks       | 22-29  |
| 18-2-2022  | Munster — Edimburgo  | 34-20  |
| 19-2-2022  | Leinster — Ospreys   | 29-7   |
| 19-2-2022  | Scarlets — Connacht  | 23-29  |
| 19-2-2022  | Glasgow — Benetton   | 13-3   |
| 20-2-2022  | Dragons — Ulster     | 0-12   |
| 6-5-2022   | Cardiff — Zebre      | 42-14  |
|            |                      |        |
|            | 15ª giornata         |        |
| 1-4-2022   | Sharks — Dragons     | 51-3   |
| 1-4-2022   | Glasgow — Zebre      | 40-12  |
| 2-4-2022   | Benetton — Connacht  | 17-21  |
| 2-4-2022   | Bulls — Ulster       | 34-16  |
| 2-4-2022   | Lions — Edimburgo    | 15-9   |
| 2-4-2022   | Stormers — Ospreys   | 29-13  |
| 2-4-2022   | Munster — Leinster   | 19-34  |
| 2-4-2022   | Scarlets — Cardiff   | 35-20  |
|            |                      |        |
|            | 18ª giornata         |        |
| 20-5-2022  | Benetton — Cardiff   | 69 -21 |
| 20-5-2022  | Ulster — Sharks      | 24-21  |
| 20-5-2022  | Ospreys — Bulls      | 31-38  |
| 21-5-2022  | Dragons — Lions      | 11-21  |
| 21-5-2022  | Connacht — Zebre     | 22-20  |
| 21-5-2022  | Scarlets — Stormers  | 21-26  |
| 21-5-2022  | Edimburgo — Glasgow  | 28-11  |
| 21-5-2022  | Leinster — Munster   | 35-25  |

### Classifica generale
| Pos | Squadra          | G  | V  | N | P  | PF  | PS  | DP   | BMP | Pt |
| --- | ---------------- | -- | -- | - | -- | --- | --- | ---- | --- | -- |
| 1   | Leinster         | 18 | 13 | 0 | 5  | 546 | 276 | +270 | 15  | 67 |
| 2   | Stormers         | 18 | 12 | 2 | 4  | 464 | 311 | +153 | 9   | 61 |
| 3   | Ulster           | 18 | 12 | 0 | 6  | 412 | 297 | +115 | 11  | 59 |
| 4   | Bulls            | 18 | 11 | 0 | 7  | 518 | 388 | +130 | 14  | 58 |
| 5   | Sharks           | 18 | 11 | 1 | 6  | 510 | 365 | +145 | 11  | 57 |
| 6   | Munster          | 18 | 11 | 0 | 7  | 524 | 341 | +183 | 12  | 56 |
| 7   | Edimburgo        | 18 | 10 | 1 | 7  | 421 | 318 | +103 | 12  | 54 |
| 8   | Glasgow Warriors | 18 | 10 | 0 | 8  | 409 | 376 | +33  | 10  | 50 |
| 9   | Ospreys          | 18 | 10 | 0 | 8  | 422 | 474 | −52  | 6   | 46 |
| 10  | Scarlets         | 18 | 8  | 0 | 10 | 494 | 534 | −40  | 13  | 45 |
| 11  | Connacht         | 18 | 9  | 0 | 9  | 399 | 502 | −103 | 5   | 41 |
| 12  | Lions            | 18 | 8  | 0 | 10 | 408 | 450 | −42  | 9   | 41 |
| 13  | Benetton         | 18 | 6  | 1 | 11 | 425 | 501 | −76  | 9   | 35 |
| 14  | Cardiff Rugby    | 18 | 7  | 0 | 11 | 369 | 577 | −208 | 4   | 32 |
| 15  | Dragons          | 18 | 2  | 1 | 15 | 305 | 547 | −242 | 9   | 19 |
| 16  | Zebre            | 18 | 1  | 0 | 17 | 261 | 630 | −369 | 5   | 9  |

## Play-off
|  | Quarti di finale | Quarti di finale | Quarti di finale |          |    | Semifinali | Semifinali | Semifinali |  |  | Finale | Finale | Finale |  |
|  |                  |                  |                  |          |    |            |            |            |  |  |        |        |        |  |
|  | 1                | Leinster         | 76               |          |    |            |            |            |  |  |        |        |        |  |
|  | 1                | Leinster         | 76               |          |    |            |            |            |  |  |        |        |        |  |
|  | 8                | Glasgow Warriors | 14               |          |    |            |            |            |  |  |        |        |        |  |
|  | 8                | Glasgow Warriors | 14               |          | 1  | Leinster   | 26         |            |  |  |        |        |        |  |
|  |                  |                  |                  |          | 1  | Leinster   | 26         |            |  |  |        |        |        |  |
|  |                  |                  | 4                | Bulls    | 27 |            |            |            |  |  |        |        |        |  |
|  | 4                | Bulls            | 4                | Bulls    | 27 | 30         |            |            |  |  |        |        |        |  |
|  | 4                | Bulls            |                  |          |    |            |            |            |  |  |        |        |        |  |
|  | 5                | Sharks           | 27               |          |    |            |            |            |  |  |        |        |        |  |
|  | 5                | Sharks           | 27               |          | 4  | Bulls      | 13         |            |  |  |        |        |        |  |
|  |                  |                  |                  |          |    |            |            |            |  |  |        |        |        |  |
|  |                  |                  | 2                | Stormers | 18 |            |            |            |  |  |        |        |        |  |
|  | 2                | Stormers         | 2                | Stormers | 18 | 28         |            |            |  |  |        |        |        |  |
|  | 2                | Stormers         |                  |          |    |            |            |            |  |  |        |        |        |  |
|  | 7                | Edimburgo        | 17               |          |    |            |            |            |  |  |        |        |        |  |
|  | 7                | Edimburgo        | 17               |          | 2  | Stormers   | 17         |            |  |  |        |        |        |  |
|  |                  |                  |                  |          | 2  | Stormers   | 17         |            |  |  |        |        |        |  |
|  |                  |                  | 3                | Ulster   | 15 |            |            |            |  |  |        |        |        |  |
|  | 3                | Ulster           | 3                | Ulster   | 15 | 36         |            |            |  |  |        |        |        |  |
|  | 3                | Ulster           |                  |          |    |            |            |            |  |  |        |        |        |  |
|  | 6                | Munster          | 17               |          |    |            |            |            |  |  |        |        |        |  |

### Quarti di finale
| Arbitro: | Jaco Peyper |

|                                                |      |                          |
| Cooney 10’ Moore 24’, 32’ Timoney 42’ Hume 60’ | mt   | 18’ Kleyn 52’, 69’ Earls |
| Cooney 10’, 24’, 42’ Doak 60’                  | tr   | 18’ Carbery              |
| Cooney 56’                                     | c.p. |                          |

| Arbitro: | Andrew Brace |

|                                      |      |                                       |
| Tambwe 12’ Coetzee 44’ Hendricks 50’ | mt   | 15’ Mbonambi 57’ Hendrikse 74’ Notshe |
| C. Smith 12’, 44’, 50’               | tr   | 15’, 57’, 74’ Bosch                   |
| C. Smith 19’, 32’                    | c.p. | 4’, 39’ Bosch                         |
| C. Smith 83’                         | drop |                                       |

| Arbitro: | Andrea Piardi |

| |    |                       |
| Sheehan 15’, 38’ Larmour 19’, 63’ McCarthy 23’ Doris 42’ Ala’alatoa 47’ Gibson-Park 53’ Ringrose 55’ Frawley 68’ McGrath 70’ O’Brien 76’ | mt | 4’ Fagerson 59’ Horne |
| R. Byrne 15’, 19’, 23’, 42’, 47’, 53’ H. Byrne 68’, 70’                                                                                  | tr | 4’, 59’ Thompson      |

| Arbitro: | Frank Murphy |

|                            |      |                       |
| Gelant 2’ Nel 43’ Roos 53’ | mt   | 14’ Cherry 55’ Pyrgos |
| Libbok 2’, 43’             | tr   | 14’, 55’ Boffelli     |
| Libbok 11’, 51’, 68’       | c.p. | 7’ Boffelli           |

### Semifinali
| Arbitro: | Andrea Piardi |

|                                                   |      |                                             |
| Sheehan 8’ Henshaw 32’ O'Loughlin 69’ Healy 80+1’ | mt   | 19’ Grobbelaar 24’ Coetzee 52’ meta tecnica |
| R. Byrne 8’, 32’ Sexton 80+1’                     | tr   | 19’, 24’ C. Smith                           |
|                                                   | c.p. | 13’ C. Smith 76’ M. Steyn                   |

| Arbitro: | Mike Adamson |

|                                |      |                          |
| Kotze 3’ Roos 13’ Gelant 80+4’ | mt   | 17’ Baloucoune 27’ Moore |
| Libbok 80+4’                   | tr   | 27’ Cooney               |
|                                | c.p. | 40’ Cooney               |

### Finale
| Arbitro: | Andrew Brace |

| |              | |
| Roos 44’ Venter 56’ | mt           | 2’ Vorster |
| Libbok 44’ | tr           | 2’ C. Smith |
| Libbok 40+2’ | c.p.         | 42’, 64’ C. Smith |
| Libbok 74’ | drop         | |
| · Gelant · Petersen · Nel · Willemse · Senatla · Libbok · Jantjies · Roos · 73’ Dayimani · 74’ Fourie · Orie · 73’ Moerat · 67’ Malherbe · 55’ Kotze · 73’ Kitshoff | Formazioni   | · Arendse · Moodie 65’ · Hendricks 55-65’ · Vorster · Tambwe · C. Smith 74’ · Burger 62’ · Louw · Coetzee · Botha 77’ · Nortje · Wa. Steenkamp 58’ · M. Smith 65’ · Grobbelaar 65’ · Steenekamp 65’ |
| · 55’ Venter · 73’ Harris · 67’ Fouché · 73’ Van Rhyn · 73’ Pokomela · 74’ Xaba · Masimla · Feinberg-Mngomezulu                                                     | Sostituzioni | · Du Plessis 65’ · Matanzima 65’ · Hunt 65’ · Swanepoel 58’ · WJ Steenkamp 77’ · Papier 62’ · Steyn 74’ · Kriel 65’                                                                                 |
| John Dobson | Allenatori   | Jake White |

## Verdetti
- Leinster: Campione del Pro14.
- Leinster, Stormers, Ulster, Bulls, Sharks, Munster, Edimburgo, Glasgow Warriors, Ospreys[10]: qualificate alla Champions Cup 2022-23.
- Scarlets, Connacht, Lions, Benetton, Cardiff Rugby, Dragons, Zebre: qualificate alla Challenge Cup 2022-23.